# Căciulatu
Căciulatu – wieś w Rumunii, w okręgu Dolj, w gminie Terpezița. W 2011 roku liczyła 322 mieszkańców.